# Бентинк, Уильям, 1-й граф Портленд
Уильям Бентинк (англ. William Bentinck; 20 июля 1649, Дипенхайм, Республика Соединённых провинций — 23 ноября 1709, Булстроде, Бакингемшир, Великобритания) — голландский и английский аристократ, барон Бентинк, 1-й барон Сайренсестер, 1-й виконт Вудсток и 1-й граф Портленд с 1689 года, кавалер ордена Подвязки, член Тайного совета. Близкий советник штатгальтера Нидерландов и короля Англии Вильгельма III Оранского, участвовал в Славной революции и Войне Аугсбургской лиги в ранге генерал-лейтенанта.

## Биография
Уильям Бентинк родился в голландском Дипенхайме в 1649 году (по альтернативной версии, в 1645 году). Он принадлежал к знатной семье и, будучи ещё ребёнком, стал пажом Вильгельма III, принца Оранского. Позже Бентинк стал камергером принца. В 1670 году он сопровождал Вильгельма в его поездке в Англию и в связи с этим получил степень доктора гражданского права в Оксфорде. Именно Бентинк в 1677 году провёл тайные переговоры с Англией, в результате которых Вильгельм женился на принцессе Марии, племяннице короля Карла II. Он ездил в Англию в 1683 году, чтобы поздравить Карла II с раскрытием заговора, и в 1685, чтобы предложить новому короля Якову II (отцу Марии) помощь в подавлении восстания герцога Монмута.
Позже Бентинк активно участвовал в подготовке к захвату Вильгельмом английской короны. В 1688 году он провёл переговоры с курфюрстом бранденбургским Фридрихом III, с правителями Касселя и Ганновера. Бентинк сопровождал принца Оранского во время высадки и стал в это время его ближайшим советником. Накануне коронации Вильгельма и Марии он получил титулы барона Сайренсестера, виконта Вудстока и графа Портленда, примерно тогда же стал первым камергером и членом Тайного совета. Под его командованием оказались кавалерийский полк и полк голландской гвардии; позже граф дослужился до звания генерал-лейтенанта английской армии, получил от короля множество земельных пожалований.
В последующие годы Бентинк служил Вильгельму главным образом в дипломатической сфере, пользуясь максимальным доверием короля (историки полагают даже, что речь может идти о простой дружбе). При этом англичане не любили его как иностранца, а голландцы — как человека, связанного своими интересами с другой страной. В 1690 году граф сопровождал Вильгельма в ирландской кампании, которая закончилась битвой на реке Бойн, в 1693 году — в кампании на континенте в ходе Войны Аугсбургской лиги, причём был ранен в битве при Лондэне. В 1697 году он вёл переговоры, которые привели к заключению Рисвикского мира. В 1698 году Бентинк посетил Францию в качестве посла и провёл успешные переговоры об испанском наследстве: Людовик XIV согласился признать наследником испанского престола баварского курфюрста в обмен на часть Испанских Нидерландов. Однако курфюрст вскоре умер, что сделало миссию графа бесполезной.
В 1699 году Бентинк оставил все свои должности. Причиной тому было появление у Вильгельма нового доверенного лица — Арнольда ван Кеппеля. При этом граф Портленд остался в королевском окружении и, по слухам, продолжал участвовать в управлении В 1700 году, когда умер король Испании Карл II, Палата общин объявила Бентинку импичмент, но Палата лордов его отклонила. В 1702 году граф присутствовал при кончине короля. 
Последние годы своей жизни Бентинк провёл главным образом в Англии, иногда посещая родину. Он умер от плеврита 23 ноября 1709 года в своём поместье Булстроде в Бакингемшире.

## Семья
Уильям Бентинк был женат дважды. Его первой женой 1 февраля 1678 года стала Энн Вильерс, дочь сэра Эдуарда Вильерса и Фрэнсис Говард, родившая шестерых детей. Это были:
- Мэри (1679—1726), жена Элджернона Капеля, 2-го графа Эссекса;
- Виллем (1681—1688)[3];
- Генри (1682—1726), 1-й герцог Портленд;
- Энн Маргарет (1683—1726), жена Арента Вассенера, барона Вассенера;
- Фрэнсис Вильгельмина (1684—1712), жена Уильяма Байрона, 4-го барона Байрона;
- Изабелла (1688—1728), жена Ивлина Пьерпонта, 1-го герцога Кингстон-апон-Халла.

Энн умерла в 1688 году. В 1700 году граф женился во второй раз — на Джейн Темпл. В этом браке родились ещё шесть детей:
- Элизабет Адриана(умерла в 1765), жена Генри Эгертона[4];
- Барбара (умерла в 1736), жена Фрэнсиса Годольфина, 2-го барона Годольфина;
- София (1701—1741), жена Генри Грея, 1-го герцога Кента;
- Уильям (1704—1774), 1-й граф Бентинк;
- Гарриет (1705—1792), жена Джеймса Гамильтона, 1-го графа Кланбразиля[5];
- Чарльз Джон (1708—1779)[6].